# J.D. Martinez
Julio Daniel Martinez (ur. 21 sierpnia 1987) – amerykański baseballista kubańskiego pochodzenia, występujący na pozycji zapolowego w Boston Red Sox.

## Przebieg kariery
W czerwcu 2006 został wybrany w 36. rundzie draftu przez Minnesota Twins, jednak nie podpisał kontraktu z organizacją tego klubu, gdyż zdecydował się podjąć studia na Nova Southeastern University w Davie na Florydzie, gdzie w latach 2007–2009 grał w drużynie uniwersyteckiej Nova Southeastern Sharks. W czerwcu 2009 został wybrany w 20. rundzie draftu przez Houston Astros i początkowo występował w klubach farmerskich tego zespołu, między innymi w Corpus Christi Hooks, reprezentującym poziom Double-A. W Major League Baseball zadebiutował 30 lipca 2011 w meczu przeciwko Milwaukee Brewers jako pinch hitter, w którym zaliczył double'a. 3 sierpnia 2011 w spotkaniu z Cincinnati Reds zdobył pierwszego home runa w MLB.
W marcu 2014 podpisał niegwarantowany kontrakt z Detroit Tigers. Po rozegraniu 17 meczów w Toledo Mud Hens, w których uzyskał średnią 0,308, zdobył 10 home runów i zaliczył 22 RBI, 21 kwietnia 2014 otrzymał promocję do składu Detroit Tigers na mecze MLB. W 2015 po raz pierwszy wystąpił w Meczu Gwiazd i otrzymał nagrodę Silver Slugger Award.
W lipcu 2017 w ramach wymiany zawodników przeszedł do Arizona Diamondbacks. 4 września 2017 w meczu z Los Angeles Dodgers zdobył cztery home runy i został 18. zawodnikiem w historii MLB i pierwszym w historii klubu, który tego dokonał.
26 lutego 2018 podpisał pięcioletni, wart 110 milionów dolarów kontrakt z Boston Red Sox. W 2018 otrzymał Hank Aaron Award, a także został pierwszym w historii baseballistą, który otrzymał dwukrotnie Silver Slugger Award w tym samym sezonie, jako zapolowy i jako designated hitter.

## Nagrody i wyróżnienia
| Nagroda/wyróżnienie      | Lata        | Źródło       |
| 2× All-Star              | 2015, 2018  | [ 2 ]        |
| 3× Silver Slugger Award  | 2015, 20182 | [ 2 ] [ 11 ] |
| Hank Aaron Award         | 2018        | [ 10 ]       |
| Zwycięzca w World Series | 2018        | [ 12 ]       |